# Selma (créature lacustre)

Armoiries de la municipalité de Seljord.

Le Selma est une créature lacustre qui vivrait dans le lac Seljordsvatnet de Seljord à Telemark, au sud de la Norvège. Selon ceux qui auraient vu la supposée créature, le Selma aurait une apparence assez similaire aux autres créatures lacustres rapportées telles que Nessie, Champy ou encore l'Ogopogo. Les premiers témoignages remontent au XVIIIe siècle.
L'explorateur et cryptozoologiste suédois Jan Ove Sundberg a tenté de capturer le Selma durant de nombreuses années, mais sans succès. Il fut peut-être filmé par une jeune norvégienne, visitant le lac avec ses parents.